# I liga 2006-2007 (calcio a 5)
Il Campionato polacco di calcio a 5 2006-2007 è stato il tredicesimo campionato polacco di calcio a 5, disputato nella stagione 2006/2007 e che ha visto imporsi per la quinta volta il Clearex Chorzów.

## Classifica
| Pos | Squadra                | Pti | G  | V  | N | P  | GF | GS |
| --- | ---------------------- | --- | -- | -- | - | -- | -- | -- |
| 1   | Clearex Chorzów        | 45  | 20 | 14 | 3 | 3  | 81 | 49 |
| 2   | Akademia Poznań        | 44  | 20 | 13 | 5 | 2  | 91 | 56 |
| 3   | Jango Katowice         | 41  | 20 | 13 | 2 | 5  | 96 | 73 |
| 4   | Grembach Kolejarz Lódz | 36  | 20 | 11 | 3 | 6  | 82 | 79 |
| 5   | Nova Gliwice           | 34  | 20 | 10 | 4 | 6  | 91 | 79 |
| 6   | Siemianowice Śląskie   | 29  | 20 | 9  | 2 | 9  | 91 | 85 |
| 7   | Hurtap Łęczyca         | 27  | 20 | 8  | 3 | 9  | 75 | 80 |
| 8   | Pogoń Stettino         | 20  | 20 | 6  | 2 | 12 | 78 | 86 |
| 9   | Kupczyk Kraków         | 19  | 20 | 5  | 4 | 11 | 58 | 70 |
| 10  | GKS Tychy              | 12  | 20 | 3  | 3 | 14 | 57 | 95 |
| 11  | Radan Gliwice          | 6   | 20 | 1  | 3 | 16 | 50 | 98 |
| −   | Holiday Chojnice       | −   | −  | −  | − | −  | −  | −  |

|  | Play-Off   |
|  | Retrocessa |
|  | Ritirata   |